# Megastigmus gahani
Megastigmus gahani är en stekelart som beskrevs av Milliron 1949. Megastigmus gahani ingår i släktet Megastigmus och familjen gallglanssteklar. Inga underarter finns listade i Catalogue of Life.